# SDSS J1021+1312
SDSS J1021+1312は約11億光年離れた散在銀河。

## 解説
この銀河と他の何百もの銀河を調査した結果、SDSS J1021+1312のような銀河の最大のブラックホールが、過去数十億年の間にどれくらいの頻度で活動していたのか推測できるようになった。これは、ほかの環境がブラックホールの成長にどのような影響を与えるかについて、重要な示唆をえている。